# Antoine Joubert
Antoine Joubert (ur. 20 lutego 1965 w Detroit) – amerykański koszykarz oraz trener koszykarski, założyciel Street Basketball Association.
W 1983 wystąpił w meczu gwiazd amerykańskich szkół średnich – McDonald’s All-American.
W 1996 zdobył 47 punktów podczas spotkania w Toruniu, trafiając aż 10 razy za 3 punkty. Nie był to jednak najlepszy wynik w jego karierze. Trzy lata wcześniej w trakcie występów w lidze wenezuelskiej zanotował 69 punktów, trafiając czternastokrotnie za trzy punkty.
W latach 2003–2007 był współwłaścicielem oraz trenerem zespołu Detroit Wheels (od 2006 Panthers), występującego w lidze American Basketball Association. W międzyczasie pracował na etacie przez cztery lata w firmie Chrysler oraz dwa w Fordzie. W 2008 został głównym trenerem w Oakland Community College.

## Osiągnięcia
NCAA
- Zwycięzca turnieju NIT (1984)[6]
- 2-krotny mistrz konferencji Big Ten (1985, 1986)[5]

Drużynowe
- 2-krotny brązowy medalista mistrzostw Polski (1997, 1998)
- Mistrz Wenezueli (1995)
- 2-krotny finalista Pucharu Polski (1998, 1999)
- 2-krotny zdobywca Pucharu Śląska (1997, 1999)[7]

Indywidualne
- MVP
  - ligi wenezuelskiej (1992)[8]
  - Pucharu Śląska (1997, 1999)[7]
  - Meczu Gwiazd PLK (2000)[9]
- 3-krotny uczestnik Meczu Gwiazd PLK (1996, 1999, 2000)[9]
- Uczestnik meczu gwiazd Polska – Gwiazdy PLK (1997)[10]
- I skład ligi wenezuelskiej (1992)[11]
- Lider strzelców PLK (1999 – 39 gier, 937 pkt, średnia 24,03)[12]
- Uczestnik rozgrywek Pucharu Koracia (1997–2001)

Trenerskie
- Trener Roku – Basketball Coaches Association of Michigan Men’s Junior College Coach of the Year (2014)